# Latin metal
Il latin metal è un sottogenere della musica heavy metal, nato nei primi anni novanta tra il sud della Florida, la California, e l'America Latina, con origini, influenze, e strumentazioni tipiche della musica latina.

## Caratteristiche
Il latin metal è basato principalmente su riff e ritmiche molto vicine al nu metal, caratterizzato dalla costante presenza di percussioni tribali latinoamericane che trovano ampio spazio nei brani, fondendosi a pieno con la batteria e dando vita ad una miscela ritmica aggressiva e incalzante sulla base del ritmo della salsa.
I testi sono generalmente in spagnolo, ma anche in inglese o in spanglish, e trattano per lo più temi sociali di ingiustizia, disuguaglianza e protesta.
I tempi lenti e pari si alternano improvvisamente a scariche di blast beat e doppia cassa. Altra caratteristica spesso ricorrente sono gli inframezzi di assoli di chitarra flamenco.

## Origini
Le origini del latin metal sono da ricercare nella voglia dei ragazzi dei paesi latini di emergere in un campo, quello del metal, troppo spesso dominato da usi, costumi e sonorità nord-europee o nordamericane. Prendendo spunto dalle sonorità originarie di queste parti del mondo e unendo le tradizioni più caratteristiche dei paesi latini (Sud America, Florida e California in America & Spagna, Italia e Portogallo in Europa) è stata creata una miscela originale che, a partire dalla metà degli anni novanta, ha iniziato pian piano a farsi conoscere col tempo anche in Occidente.
Un anno importante nella storia del latin metal è stato il 1996, con l'uscita di Roots, fortunato album dei Sepultura (l'ultimo con Max Cavalera in formazione), che segna l'inizio di una nuova era nella musica metal.
Nonostante non siano stati tra i primissimi gruppi in ordine cronologico, si deve agli americani Ill Niño gran parte del successo di questo genere; nati sul finire del 1999, dopo una breve gavetta approdano alla Roadrunner Records nel 2000 e, l'anno successivo, pubblicano Revolution Revolución che li lancia subito a livello mondiale.

## Look
Dando molta importanza alla proprie origini e alla cultura del proprio paese di origine, i musicisti latin metal, ostentano spesso simboli, bandiere e oggetti caratteristici della propria terra (Max Cavalera ad esempio è accompagnato in ogni sua esibizione di qualunque sua band, da una enorme bandiera brasiliana che copre i suoi amplificatori). A questi si aggiunge un look spesso comune, fatto di pantaloni larghi, magliette nere, capelli dreadlock, orecchini e bracciali in argento, cappellini da baseball e tatuaggi tribali molto vistosi.

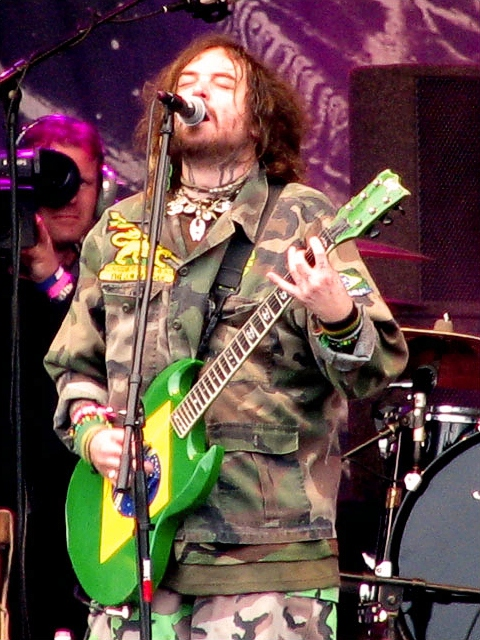
Max Cavalera in concerto con i Soulfly nel 2005.

## Artisti latin metal
I gruppi della scena latin metal troviamo:
- Alejandro Silva
- A.N.I.M.A.L.
- Ankla
- Arraigo
- Asesino
- Barón Rojo
- Breed 77
- Dave Chavarri
- Deadkubun
- El Perro Diablo
- Guahaihoque
- Ill Niño[1]
- Kraken
- L.A. Nekra
- Laberinto
- Marc Rizzo
- Muro
- Nem
- Nonpoint
- Obús
- Otin
- Puya[2]
- Resorte
- Soulfly
- Total Mosh
- Tribe of Gypsies